# 庵野秀明
庵野秀明（日语：／ Anno Hideaki，1960年5月22日—）是一位日本动画师、导演，亦是株式会社khara代表董事社長。出身于山口县宇部市。作为动画师，以机械和爆炸特效作画闻名。作为导演，在动画和真人片领域均有建树，最知名的作品是1995年的动画系列《新世纪福音战士》和2016年的特摄电影《新·哥斯拉》。血型为A型。妻子是漫畫家安野夢洋子。
庵野在学生时期便制作了一些业余作品，大阪藝術大學藝術系影像規劃学科（現影像学科）退学后，进入动画界。自由原画师时期，参与制作了《超时空要塞》、《風之谷》（1984年）等作品，尊板野一郎和宫崎骏为师。之后因制作GAINAX创社作品《王立宇宙軍》（1987年），加入GAINAX。他在《王立宇宙軍》中的作画表现获得极高评价，庵野也自称这是他作画的最高峰。1988年动画导演出道，接连导演了《飛越巔峰》和《冒險少女娜汀亞》，在业界站稳脚跟。消沉一段时间后，于1995年推出《新世纪福音战士》，获得空前迴响，该作也成为他最知名的代表作。庵野随后转向真人实拍，执导了三部电影，但未有突破。2006年创立khara，制作动画电影系列《福音戰士新劇場版》，票房节节攀升。之后推出三部真人演出特摄电影：《新·哥斯拉》、《新·奥特曼》（2022年，並未執導）、《新·假面骑士》（2023年）。
早年着迷于动画和特摄作品，受此影响，庵野作品中总是充满着对过去喜愛作品的致敬。他的风格融合了后现代主义和对人物的思想和情感的广泛描绘，经常以跳脫常规的场景来表现这些人物的精神解构。

## 人物經歷

### 早年
兒童時代起就對動畫和特攝片以及大規模建築物的繪畫相當着迷，畫了相當的分量。也是個漫畫少年，初中生的時候讀了大量的少女漫畫。高中時代是美術部的部長，高二的时候花光积蓄买了8mm摄影机，自主制作的短片《中村骑士》有在文化祭上映。 
高考失败之后，在加油站打工赚钱，然后去了东京（圣地巡礼）。在东京参加了第五届PAF，看到了はらひろし先生的《セメダイン·ボンドとG17号》，看了之后才发现原来用纸就可以制作动画！ 于是组建了「GROUP SHADO」，开始制作一系列纸绘动画。这些作品发表于第六届PAF。

### 大學生時代
高中復讀一年後，考上了當時沒有學科考試的大阪藝術大學，關於實技考試是學習了宮崎駿的分鏡表。
1980年，入学大阪藝術大學藝術系影像規劃学科。同學科同年級有南雅彥、西森明良之流的日後同行，以及廣告設計師碇義彥。雖然和漫畫家士郎正宗是同班同學，但是學生時代有沒有交流這點不明。
所屬社團是SF研究會。与山贺博之、赤井孝美结成死党，共同制作课题作品。關於畫功，據後來山賀說“特別是機械描寫完全是壓倒性的”。大學生活的部分有描繪進島本和彥作的《青之焰》。
藉由高中同學的介紹，庵野等人結識了武田康廣與岡田斗司夫，並邀請庵野、山賀、赤井三人製作1981年第二十屆日本SF大会（DAICON III）的開幕動畫，結果三人做出了一部融合SF、特攝、美少女要素的精彩動畫短片《DAICON III OPENING ANIMATION》，大受歡迎。為了製作兩年後DAICON IV的開幕動畫，隨後成立了以庵野、赤井、山賀為中心的自主製作集團DAICON FILM。共同製作了《愛國戰隊大日本》、《DAICON FILM版 归来的奥特曼》等特攝作品。
《DAICON III OPENING ANIMATION》獲得了連專業人士都被震撼的很高評價。這時候Studio Nue的成員邀請他們參加《超時空要塞》的製作。在制作《超时空要塞》的过程中，通过观察板野一郎的工作，得到了很多贵重的经验。随后在《DAICON IV OPENING ANIMATION》(1983年)，展示了他在爆炸等特效作画方面的才能。
因為忙于自主製作而基本不去學校，加上學費也沒付，于是受到了退學處分，並以退学为契机决定前往东京就职。
某個時期曾經想當漫畫家，結果判斷出自己沒有漫畫的才能後打消了念頭。

### 動畫師時代
上京後參加製作了《風之谷》、《超时空要塞 爱，还记得吗？》、《無限地帶23》等商業作品，機械和爆炸場面等效果動畫相當傑出。
受前田真宏邀請，一同參與劇場動畫《風之谷》的製作，由於帶來的大量原畫獲得了導演宮崎駿很高的評價，擔當了作為最高潮的巨神兵登場那一幕。因為畫人物不拿手（最後還是拜託了導演本人），所以從這個時候開始覺得不可能一直做原畫和動畫，希望轉換到導演和演出的工作上去。結果在宣傳手冊中被介紹為「受到巨神兵的詛咒而壞掉了心肝的A氏」。庵野尊称為師傅的，除了《超時空要塞》的板野一郎之外就是《風之谷》的宮崎駿了。
後來受一同参与《超时空要塞 爱，还记得吗？》制作的増尾昭一邀請，與西島克彦、佐藤浩二一起組建了自由動畫人工作室Studio Graviton（スタジオ・グラビトン）。
之後参加動畫電影《王立宇宙軍》的製作、为此與DAICON FILM的伙伴共同設立株式会社GAINAX。担任作畫監督、特效作画。在高潮的戰爭場面，幾乎一個人完成了戰鬥和火箭發射場面的從分鏡頭到作畫的全過程，製作了以每帧9枚賽璐珞片，在區區3秒內就用了250張作畫的豪華鏡頭。當時為了追求戰車和導彈的極度逼真感，盡可能搜集了手頭的軍事資料，還以體驗入隊的形式加入了自衛隊。

### 動畫導演
《王立宇宙軍》公開後，稍微離開了GAINAX，主要是在增加了夥伴後搬家了的工作室Graviton活動。然而，偶然讀了因為導演人不在而停滯不前的OVA企劃《飛越巔峰》第二話的劇本（山賀博之作）之後，感動得哭了。煩惱之後決定成為導演候補。
1988年擔任首部商業作品《飛越巔峰》的導演，連休息的時間都沒有就接下了《冒險少女娜汀亞》的總導演，就那麼一下子體驗了各種各樣的事情，以身體充分瞭解了TV版製作的恐怖。
1991年，放映結束後一直過著不能擺脫前作、沒法移到新作的什麼都幹不了的日子。好不容易成形，都已經進入作畫階段的劇場動畫《蒼之烏爾》又被凍結了。凍結決定前後，偶爾因為別的事情久違地被大月俊倫搭話，在TV動畫原創的必要性上達成了一致。
1995年導演的TV動畫《新世纪福音战士》播出，獲得了空前的反響。播出結束後，開始了一個人的旅行，半年後復歸，製作了《新世紀福音戰士劇場版》。製作劇場版的時候，領略到了實拍片的魅力， 以及感受到了動畫的表現力其實是有極限的。

### 涉獵真人電影拍攝
庵野開始進行真人演出電影的拍攝後的第一部作品是《狂戀高校生》，改編自村上龍的同名小說，是一部具有紀錄片風格的電影，內容講述日本的女高中生援助交際。全片以手持DV（4:3）拍攝，于1998年1月上映。
1998年回歸動畫，擔任改编自同名少女漫画作品《他和她的事情》的導演。庵野想要放棄被時間軸和空間所束縛，導入了少女漫畫、舞臺劇的表現方式，以及大量地啟用、培養新人。此後便離開了動畫製作第一線，更多地踏足真人電影。
1999年,参加NHK电视节目「課外授業 欢迎前輩」而时隔很久回到故乡宇部市，发现了故乡的有趣之处并打算在这里拍一部电影。
同年，庵野秀明的高中同学中村彰正以其名命名小行星9081。
第二部電影《式日》，以傳統的 2.35:1 畫面比例拍攝，是庵野首部35mm電影。內容講述一個失去熱情的導演（由著名的獨立電影導演岩井俊二飾演）愛上了一個不能面對現實的女人（由本片原作小說《逃避夢》作者藤谷文子飾演）的故事。
2001年，提交了《甜心战士》真人电影企画用样片。以及制作一些短篇作品，如：松隆子的单曲《爱恋的人》的MV、与今石洋之共同制作動畫店長的PV。之后擔任特摄短片《流星課長》的導演（由松尾鈴木主演）。2002年，受宫崎骏的邀请，制作短篇动画《空想的機械們裡破壞的發明》。
2003年，企画历经两年多的《甜心戰士》才真正开拍，预算也少了很多。此作改編自永井豪的同名漫畫，是一部空想英雄片，與他頭兩套作品的寫實風格形成鮮明對比。于2004年5月29日上映。之後負責OVA動畫版《Re: 甜心战士》的監修。
在《甜心战士》中有多位导演出演，如松尾铃木、石井克人、三木俊一郎。庵野也会在他人导演作品中出演，如ANIKI导演作品《Frog River》(2002)、石井克人导演作品《茶之味》(2003)、松尾铃木导演作品《恋之门》(2004)、石井克人・三木俊一郎・ANIKI导演作品《无厘头森林之第一次接触》(2006)、樋口真嗣导演作品《日本沉沒》(2006)
2005年，在《无厘头森林之第一次接触》杀青宴的时候，庵野和一同出演的广告导演轰木一骑聊起了特摄的话题，之后轰木作了庵野的助手。当时已经做好了一部电视特摄作品的企画，但不幸的是企画搁浅了。于是又同时企画了「福音戰士新劇場版」和另一部动画作品，为了推动他的计划，庵野想要成立一家自己的公司。

### khara时代
2006年，创立动画制作公司株式会社khara、設立khara工作室，在此之前退出GAINAX董事会，之后离开GAINAX。
新工作室的首部作品，是2007年9月1日在全日本主要电影院首映的福音戰士新劇場版中四部曲的首部曲《福音戰士新劇場版：序》。二部曲《福音戰士新劇場版：破》於2009年6月27日在全日本主要电影院首映。2012年11月17日三部曲《福音戰士新劇場版：Q》在全日本主要电影院首映。終曲《福音戰士新劇場版：終》則於2021年3月8日上映。
2011年，在平野勝之導演的《監督失格》，首次擔任真人電影的製作人。
2013年，擔任宮崎駿的長篇動畫電影《風起》男主角堀越二郎的配音。
2014年，於第27屆東京國際電影節举办「庵野秀明的世界」主题活动。学生時代開始的映像作品在TOHO CINEMAS日本橋上映。
2015年 - 多玩國・khara・PONOC三社設立背景美術工作室「dehogallery」、就任董事
2016年7月29日，第四部真人電影長片《新·哥斯拉》上映。成為目前執導生涯中票房成績最佳的真人電影作品。
2017年，khara、多玩國、麻生塾三社在福岡設立动画制作公司「Project Studio Q」，就任創作管理統括。
2019年起，分別參與製作《新·超人力霸王》和《新·假面騎士》，並於2022年2月14日宣布開設《新·日本英雄宇宙》系列製作。這個宇宙將包括四部作品: 《正宗哥吉拉》、《新·超人力霸王》、《新·假面騎士》與《福音戰士新劇場版：終》，將結合東寶、圓谷製作、東映與Khara四方共同製作，並預告將會有相關的商業合作與活動企劃

## 風格逸事
- 少年時代非常喜歡動畫、特攝，受到了很大的影響，尤其是《宇宙戰艦大和號》、《奥特曼系列》以及英國電視節目製作人傑瑞安德森所製作的多部科幻影集（如《雷鳥神機隊》、《星際戰爭》等）。

- 觀看過最多次的電影是《激動的昭和史 沖繩決戰》，此片導演岡本喜八是他最為欣賞的導演[11]。鏡頭切換、影片的剪輯手法都受到岡本很大的影響。鏡頭的運用（構圖、運鏡）方面，則是受到实相寺昭雄在1960年代《超人力霸王》系列執導作品的影響。在作品中經常使用「超明體」字體的字幕，則是源自於日本大導演市川崑的作品（如《犬神家一族》等）。

- 身為原畫師，特別擅長的是機械和特效作畫，由於對描繪人物不太擅長，也就畫得較少。畫的爆炸場面被作畫愛好者命名為“庵野爆炸”，主要特點是高速冲击波形成的爆風、众多飞散的细腻碎片，互相影响的变化火球以及重量感的烟霧。

- 擅長呈現自私醜陋的心理描寫、細緻的機械造型以及大膽的影像演出。經常使用意外的攝影角度（極致的構圖）和逆光。另外，在作品中經常插入電線桿、電線、交通號誌燈、路障、道路標誌、鐵道、緊急通道等短暫的鏡頭。

- 從小就非常喜歡特攝片《奥特曼系列》，特別是《归来的奥特曼》。大學時代曾拍攝8mm自主製作影像《奥特曼》。1983年擔任《DAICON FILM版 归来的奥特曼》導演，並且親自出演奥特曼。2001年此作品獲得圓谷製作授權發行DVD[12]。

- 《飛越巔峰》因為各種事務製作開始時間延期，于是詢問宫崎骏有沒有什麼工作能做的。結果從《龙猫》的片頭和《萤火虫之墓》的機械場景二選一中選擇了《螢火蟲之墓》。擔當神戶港觀艦式場面中軍艦的原畫。而為了收集資料且盡可能地根據史實描繪出來，花了一個月画成摩耶號重巡洋艦，當中準確地繪製了舷窗的數量和扶梯的級數，結果卻被高屋法子塗黑，努力都白費而相當失望。[1][3]

- 2002年，宫崎骏邀请庵野为吉卜力美术馆制作短篇动画，正好当时已经决定要结婚了，所以对其说：“如果你来做我婚宴的主宾并发表演讲的话我就做”。而后宫崎骏在婚宴称：“我已经在这里发言了，但庵野还没完成分镜”。而庵野称：“演讲太长了。当年不洗澡、和蟑螂一起睡什么的……我真不应该拜託他的。”[13]

- 《機動戰士GUNDAM》開播，當時在打工於是讓電器商店錄下來看[1]。非常喜歡，也有參與之後一些高達作品的製作。《機動戰士GUNDAM 逆襲的夏亞》中有參與機械設計，而且還主導了同人誌《逆襲的夏亞之友會》，收錄了多位成員以及自身與富野由悠季的對談（此同人誌後於2023年正式商業出版）。

- 是《美少女戰士》的熱衷粉絲，有參與變身動畫的製作，同人誌也有收集。之後也有邀請主創人員參與《新世纪福音战士》的製作[14]，也有多位聲優加入。

- 日本御宅四天王之一[15]，其他三位為岡田斗司夫、唐沢俊一和竹熊健太郎（另一説為米澤嘉博）。興趣愛好广泛、作品涉足多個領域。

- 宮崎駿邀請庵野秀明擔任於2013年上映的作品《風起》（風立ちぬ）的主角堀越二郎一役。在動畫製作階段認為主角的特質更適合選用非專業人士來演繹，並有人提意庵野。宮崎駿表示：「很有意思。且他很聰明，我敢肯定他會知道怎麼做。」便邀請他來試鏡。試音後一致好評，宮崎駿表示：「太棒了!就是你了」。庵野秀明：「如果宮崎先生開口了，我怎麼能拒絕呢?」，此事就這樣愉快的定了。

## 个人生活
2002年3月26日与漫畫家安野夢洋子結婚。两人是经由贞本义行介绍而认识的。4月28日举办「双Anno」婚宴，宫崎骏作为男方主宾发表演讲。庵野本人曾读过对方的《Happy Mania》等作品并表示赞赏。结婚之后，周围的人都觉得他的身心发生了明显的改变。結婚生活被描绘进安野梦洋子的漫画作品《監督不行届》中。
2015年4月1日，庵野在官方新闻稿中表示，自从2012年《福音戰士新劇場版：Q 》上映以来，他一直处于抑郁状态。

## 作品
主要作品有：
- 飛越巔峰（1988年-1989年）　導演、編劇
- 冒險少女娜汀亞（1990年-1991年）　總導演
- 新世纪福音战士（1995年-1996年）　導演、編劇
- 新世紀福音戰士劇場版：死與新生（1997年）　總導演、編劇
- 新世紀福音戰士劇場版：Air/真心為你（1997年）　總導演、編劇
- 狂戀高校生（1998年）　導演
- 他和她的事情（1998年-1999年）　導演、編劇
- 式日（2000年）　導演、編劇
- 甜心戰士（2004年）　導演、編劇
- 福音戰士新劇場版：序（2007年）　總導演、編劇
- 福音戰士新劇場版：破（2009年）　總導演、編劇、执行制作人
- 福音戰士新劇場版：Q（2012年）　總導演、編劇、执行制作人
- 新·哥斯拉（2016年）　總導演、編劇
- 福音戰士新劇場版：終（2021年）　總導演、編劇、执行制作人
- 新·奥特曼（2022年）　企劃、編劇
- 新·假面騎士（2023年）　導演、編劇

## 荣誉

### 日本勋章奖章
- 紫绶褒章（2022年4月29日公布[17]）

### 获奖
| 年份   | 奖项                                 | 类别                                 | 作品                     |
| ------ | ------------------------------------ | ------------------------------------ | ------------------------ |
| 1990年 | 第21回星雲賞                         | 媒體部門                             | 《飛越巔峰》             |
| 1996年 | 第1回神戶動畫獎                      | 個人賞                               | 《新世纪福音战士》       |
| 1997年 | 第18回日本SF大賞                     | 第18回日本SF大賞                     | 《新世纪福音战士》       |
| 1998年 | 第20回横滨电影节                     | 新人監督賞                           | 《狂戀高校生》           |
| 2000年 | 第13回東京國際電影節                 | 最優秀藝術貢献賞                     | 《式日》                 |
| 2008年 | 第7回東京動畫獎                      | 監督賞                               | 《福音戰士新劇場版：序》 |
| 2012年 | 第22回日本電影影評人大獎             | 動畫監督賞                           | 《福音戰士新劇場版：Q》  |
| 2014年 | 第13回東京動畫獎                     | 声優賞                               | 《風起》                 |
| 2017年 | 第90回電影旬報十佳                   | 脚本賞                               | 《新·哥斯拉》            |
| 2017年 | 第40回日本電影學院獎                 | 最佳导演、最佳剪辑                   | 《新·哥斯拉》            |
| 2017年 | 第67回藝術選獎映画部門文部科学大臣賞 | 第67回藝術選獎映画部門文部科学大臣賞 | 《新·哥斯拉》            |
| 2017年 | 第26回東京體育電影大獎               | 監督賞                               | 《新·哥斯拉》            |
| 2017年 | 第48回星雲賞                         | 媒體部門                             | 《新·哥斯拉》            |
| 2022年 | 第21回東京動畫獎                     | 監督賞、脚本賞                       | 《福音戰士新劇場版：終》 |

## 脚注

## 外部連結
- 庵野秀明官方網頁 （页面存档备份，存于） （日語）
- ,   [2014-02-23], （原始内容存档于2007-10-11）
- 作画@wiki 庵野秀明 （页面存档备份，存于）（日語）